# Priobskoe
Priobskoe in russo Приобское? è un campo petrolifero russo. Scoperto nel 1982, occupa un'area di 5466 km² Circondario autonomo dei Chanty-Mansi della Siberia Occidentale. Si trova lungo il corso del fiume Ob', a 65 chilometri a est della capitale del distretto, Chanty-Mansijsk, e a 100 chilometri a ovest di Neftejugansk, la città cui il campo fa riferimento. I tre quarti nord del campo erano controllati da Jukos tramite la sua compagnia figlia Juganskneftegaz. La produzione iniziò nel 2000. Nel 2004 Juganskneftegaz fu acquistata da Rosneft, che è la compagnia che opera in quel tratto di campo. La porzione sud del campo fu controllata da Sibir energy, che fece una joint venture con Sibneft per lo sviluppo del campo, iniziando dal 2003.  Sibneft in seguito acquisì il controllo della joint-venture. Sibneft è controllata adesso (2009) da Gazprom tramite la sua subsidiaria Gazprom Neft.
Nel 2007, il campo produceva 675 000 barili al giorno: 550 nella parte nord  e 125 nell'area du Gazprom Neft .  Nel 2008, Rosneft dichiarò  
una crescita della produzione a 680 000 barili al giorno, mentre la quota di Gazprom è cresciuta leggermente.